# 무역 블록
무역 블록(trade bloc)은 특혜 무역 지대, 자유 무역 협정, 관세 동맹, 단일 시장 등 구성원 내부의 무역 장벽을 낮추는 블록이다.
무역 블록은 정부 간 협정의 한 유형으로, 종종 지역 정부 간 조직의 일부로 참여 국가 간에 무역 장벽(관세 및 기타)이 줄어들거나 제거된다.
무역 블록은 여러 국가(예: 북미 자유 무역 협정) 또는 지역 조직의 일부(예: 유럽 연합) 간의 독립형 협정일 수 있다. 무역블록은 경제통합의 정도에 따라 특혜무역지역, 자유무역지역, 관세동맹, 공동시장 또는 경제통화동맹으로 분류할 수 있다.